# Colette Weil
Pour les articles homonymes, voir Weil.
Colette Weil, née le 26 novembre 1926 à Strasbourg où elle est morte le 6 septembre 2008, est une universitaire française, spécialiste de la littérature et du théâtre du XXe siècle.

## Biographie

### Famille et enfance

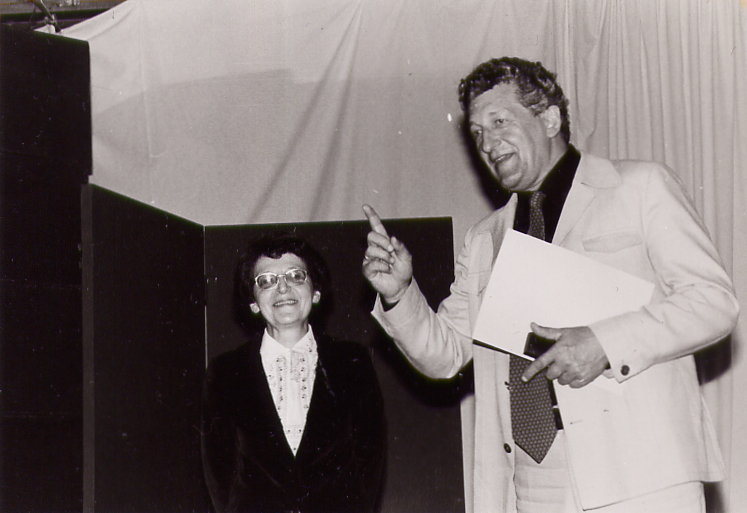
Colette Weil recevant les Palmes académiques à l'issue d'une représentation de La Leçon en salle de la Table Ronde à Strasbourg.

Colette Weil est née le 26 novembre 1926 à Strasbourg dans une famille juive. Son père, négociant en grains, est président de la communauté israélite de la ville, son grand-oncle, Moïse Weil, a été grand rabbin d'Alger.
Son frère, Gilbert Weil, futur architecte, sera le créateur du Musée judéo-alsacien de Bouxwiller.
Elle fréquente le collège de Bouxwiller de la 6e en 1932, jusqu'à la classe de 4e en 1939.

### Seconde Guerre mondiale
Après la débâcle, le 15 juillet 1940, les nazis expulsent les Juifs d'Alsace pour rendre celle-ci Judenrein. Colette et sa famille sont convoyés par les nazis en camion avec de nombreuses autres familles juives jusqu'à la limite de la Ligne de Démarcation la plus proche, c’est-à-dire le Jura. Les Weil s'installent dans un petit village des environs de Lons-le-Saunier durant la Seconde Guerre mondiale. Colette suit les cours de Madame David, qui lui fait découvrir le théâtre et la littérature.
De retour à Bouxwiller en 1944, la famille Weil retrouve sa maison vidée de tout meuble et contenu, accueillie par leurs concitoyens par des « Ah ? On ne pensait pas que vous reviendriez ».

### Études
En 1945, après la libération de Lyon, Colette y intègre khâgne.
Elle conserve tous ses devoirs scolaires depuis la khâgne jusqu’à l’agrégation. Ces documents montrent, entre autres, comment en 1960-1961, elle se prépare à l'agrégation avec André Mandouze avec un thème latin sur La Peste de Camus.

### Carrière
Elle enseigne le français, le latin et le grec au Lycée de jeunes filles de Strasbourg.
Reçue à l'agrégation féminine de lettres en 1955, Colette Weil présente en 1969 une thèse sur Jean Giraudoux soutenue à la faculté des lettres et sciences humaines de l'Université de Strasbourg. Cette thèse est conservée au Fonds Patrimonial de Strasbourg au sein de la Médiathèque André Malraux.
En 1993 elle devient Maître de conférences à l'Université des sciences humaines de Strasbourg.

### Théâtre
Au Théâtre universitaire de Strasbourg, Colette Weil met en scène Intermezzo de Jean Giraudoux en 1966, La guerre de Troie n'aura pas lieu de Giraudoux en 1968, Génousie de René de Obaldia en 1971, La Machine infernale de Jean Cocteau en 1972, Huis clos de Jean-Paul Sartre en 1974 et à nouveau Intermezzo de Giraudoux en 1976 dans deux versions, dont une version « sorcière ».
À la suite d'un désaccord idéologique, elle crée en juin 1977 avec des membres dissidents du théâtre universitaire une nouvelle association dénommée ARTUS, Association de réalisation théâtrale des universités de Strasbourg, centrée sur la réalisation théâtrale, étudiante et amatrice.
Elle sera la présidente et animatrice de l'ARTUS de 1977 jusqu'à sa mort en septembre 2008.
Pendant trente ans, de 1977 à 2007, et malgré de fréquentes difficultés matérielles, Colette Weil met en scène avec l'ARTUS de nombreux auteurs de théâtre notamment Albert Camus, Jean Cocteau, Friedrich Dürrenmatt, Federico García Lorca, Jean Giraudoux, Jean-Claude Grumberg, Henrik Ibsen, Eugène Ionesco, Molière, Luigi Pirandello, Jean-Michel Ribes, Edmond Rostand, Jean-Paul Sartre, Éric-Emmanuel Schmitt, Sophocle, Boris Vian, Romain Weingarten.
Un fonds de négatifs et diapositives témoignant de ses mises en scène est conservé dans les archives de la Ville de Strasbourg. Il est constitué d' un don à la ville en 2009 après le décès de Colette Weil ainsi que de clichés retrouvés dans le fonds Gustave Stoskopf entré aux archives en 2012.
Elle est l'éditrice scientifique de plusieurs ouvrages sur Giraudoux et l'organisatrice de plusieurs colloques sur le théâtre.

## Distinctions
- Chevalier de l'ordre des Palmes académiques (1981)[réf. nécessaire]

## Œuvres
- Colette Weil, Le surnaturel au théâtre, extrait de Travaux de linguistique et de littérature, Centre de philologie et de littératures romanes de l'Université de Strasbourg, Paris, Kliensieck, 1968.
- Jean Giraudoux, Intermezzo : édition critique Colette Weil, Éditions Ophrys, Association des publications près les universités de Strasbourg; fasc. 159 », 1975  (ISBN 978-2-7080-0420-7).
- Jean Giraudoux et Colette Weil, Ondine: pièce en 3 actes, 1939, d'après le conte de Frédéric de la Motte Fouqué, Grasset, 1990 (ISBN 978-2-253-00977-1).
- Jean Giraudoux et Colette Weil, La guerre de Troie n'aura pas lieu: pièce en 3 actes, 1935, Grasset, 1991 (ISBN 978-2-253-00489-9).
- Colette Weil, Mise en scène et jeu, Colloque de Strasbourg Théâtre et Création, 27-28 mars 1992.